# 伝説 (エネスク)
《伝説》（フランス語: Légende）は、ジョルジュ・エネスコが1906年にトランペットとピアノのために作曲した小品で、パリ音楽院のコルネットの教授であったメリ・フランカン（1848年 - 1934年）によって初演され、彼に献呈された。印象主義的な筆致をとるが、2人の恩師ジュール・マスネやガブリエル・フォーレの影響も消化されている。
「伝説」という題名は、フランカン教授への敬意が表されており、エネスコとフランカンの協力によるこの作品は、トランペットという楽器の変遷（より古風な制限つきの楽器から、完全に半音階が演奏可能になった独奏楽器への進展）を跡付ける、重要な作品の一つである。
楽曲は、抒情的な旋律線と、技巧的なパッセージの両方が含まれており、新たに開発された半音階的なC管トランペットの多様な可能性を示すものとなっている。トランペット奏者にとっては重要な独奏曲の一つとなっており、また、近代の有数のトランペットのレパートリーの中で、最も美しい楽曲の一つと看做されている。